# Artur Gałkowski
Artur Gałkowski (ur. 10 lipca 1972 w Sierpcu) – polski językoznawca, dr hab. nauk humanistycznych, profesor nadzwyczajny Instytutu Romanistyki i prodziekan Wydziału Filologicznego Uniwersytetu Łódzkiego.

## Życiorys
18 stycznia 2002 obronił pracę doktorską Connettivi argomentativi e segnali discorsivi nella realtá testuale della comunicazione pastorale (Konektory argumentacyjne i sygnały dyskursywne w rzeczywistości tekstowej komunikacji pasterskiej), 11 grudnia 2009 habilitował się na podstawie pracy zatytułowanej Chrematonimy w funkcji kulturowo-użytkowej. Onomastyczne studium porównawcze na materiale polskim, włoskim, francuskim.
Jest profesorem uczelni w Instytucie Romanistyki oraz kierownikiem Zakładu Italianistyki. W latach 2016-2024 pelnił funkcję prodziekana na Wydziale Filologicznego Uniwersytetu Łódzkiego.